# Georg Ernest von Melvill
Georg Ernest von Melvill, auch Melville (* 8. November 1668 in Celle; † 4. Januar 1742 ebenda) war ein braunschweig-lüneburgischer General der Infanterie.

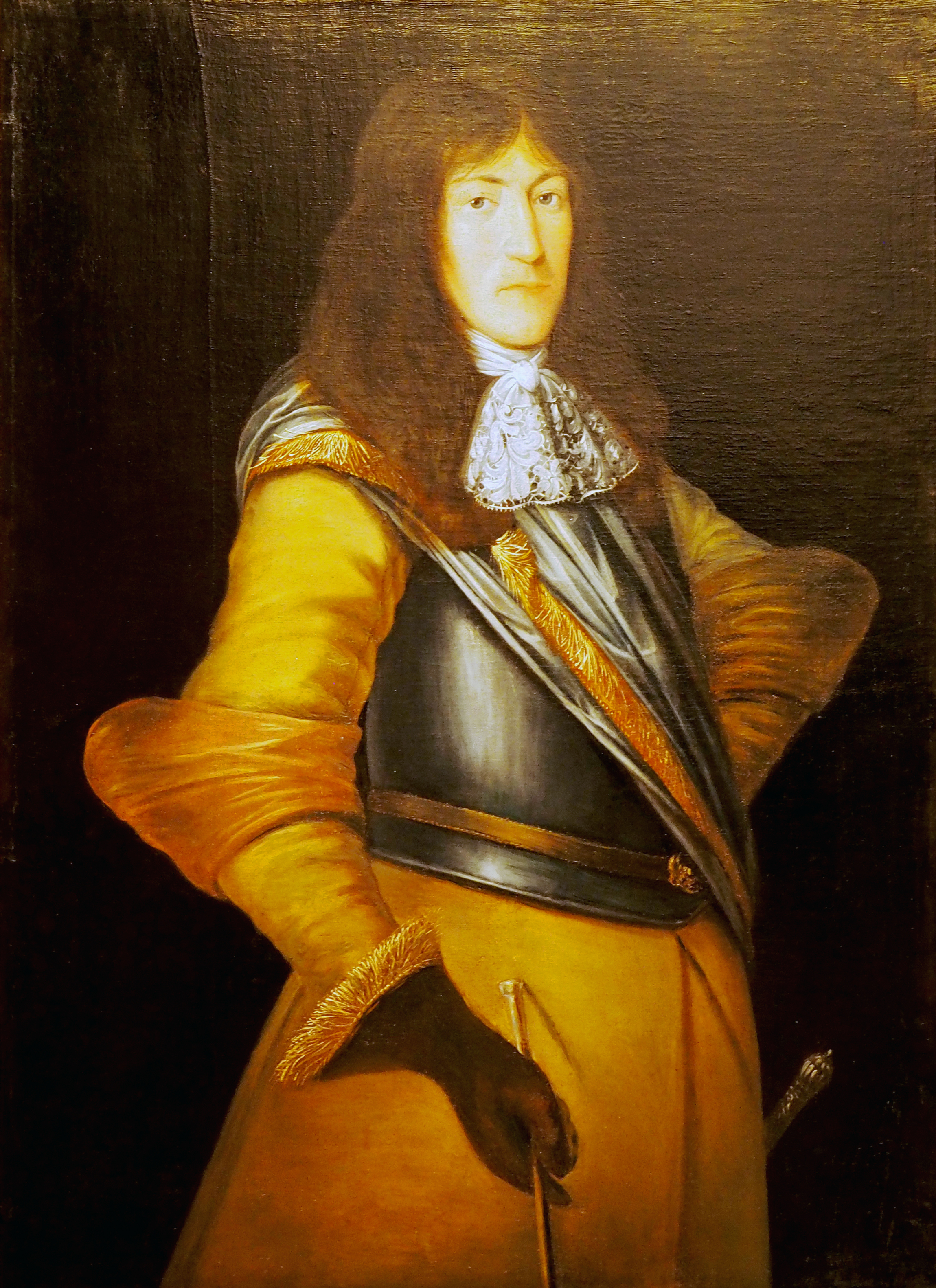
Georg Ernest von Melvill

## Leben
Melvill entstammte einem alten schottischen Landadelsgeschlecht. Sein Vater war der 1624 in Schottland geborene Offizier Andreas von Melville, Stadtkommandant von Celle, Generalmajor und Drost zu Gifhorn. Seine Mutter war Elizabeth Christina von Medefourt-Beneken. 1676 kam er zur Ausbildung nach Saumur. Nach seiner Rückkehr nach Deutschland wurde er 1678 Page am Hof des Herzogs Georg Wilhelm von Braunschweig-Lüneburg. 1680 begleitete er gemeinsam mit seinem Vater den hannoverschen Prinzen und späteren König Georg Ludwig nach England. 1681 bis 1683 war er wieder als Page am Celler Hof. 1683 hielt er sich zur Ausbildung im Reiten, Fechten und ritterlichen Übungen in Den Haag auf.
Melvill trat 1685 als Soldat in das Celler Infanterie-Regiment La Motte ein, das Charles de la Motte-Chevallerie (* 1648; † 12. August 1717) als braunschweig-lüneburgischer Generalmajor und Kommandant von Lüneburg kommandierte. Dessen Schwester Nymphe de la Chevallerie von La Motte war die erste Ehefrau seines Vaters Andreas von Melville gewesen und Mutter seiner Halbschwester Charlotte Sophie Anna von Melville (1670–1724), die mit dem Generalleutnant und Gouverneur von Celle Alexander von der Schulenburg verheiratet war.
Er nahm am Türkenfeldzug teil und kämpfte bei der Festung Neuhäusel sowie in der Schlacht bei Gran. Nach erneutem Aufenthalt in Den Haag kam er 1686 zum Schutz der Stadt gegen die Dänen nach Hamburg. 1687 kämpfte er in Ungarn unter anderem in der Schlacht bei Mohács. 1689 war er im Krieg gegen Frankreich (Belagerungen von Mainz und Bonn). 1694 wurde er Stabsoffizier beim Infanterie-Regiment de Luc, mit dem er an allen Feldzügen bis zum Frieden von Rijswijk 1697 teilnahm. 1701 wurde er zum Oberstleutnant und Regimentskommandeur befördert. 1705 wurde er Oberst.
Ab 1728 war Melvill Generalleutnant und Gouverneur der Festung Hameln. 1733 wurde er Kommandant der Residenz Hannover, 1735 General der Infanterie. 1740 nahm er aus gesundheitlichen Gründen seinen Abschied.
Bereits 1702 war Georg Ernest Melvill mit dem Rittergut Habighorst in der Südheide belehnt worden. 1706 erbte er das von seinem Vater erworbene Gut Altendorf in Osten (Oste) bei Cuxhaven. 1722 wurde er Ältester der Französisch-reformierten Gemeinde in Celle. Seine letzte Ruhestätte fand er in dem auf seine Veranlassung eingerichteten Erbbegräbnis in der Johannes-Kirche in Eschede. Ein Epitaph befindet sich dort an der Südseite des Chorraums. Ein Porträt (Öl auf Leinwand) wurde 2004 für das Residenzmuseum im Celler Schloss erworben.